# 上野ひとみ
上野 ひとみ（うえの ひとみ、1969年8月24日 - ）は、日本のタレント、プロフィッシャーマン。アイドル・お笑い芸人を経てプロフィッシャーマンに転身した元祖釣りアイドルで、女性プロ釣り師。
東京都出身。ジャパン・ミュージックエンターテインメント（エキサイティング・トリガー）所属。神奈川県逗子市在住。

## 略歴
東京都西東京市に生まれる。まもなくして、父親の実家がある埼玉県所沢市に移転。所沢市立小手指小学校、同市立小手指中学校卒業。日本ギター音楽学校附属高等部卒業。在学中にミスコンから芸能界へ入る。1992年、ジャパン・ミュージックエンターテインメントグループ前身のアンクルエフに所属。
アイドル、お笑い芸人時代は『ミスコン』『モモコクラブ』や『女だらけの水泳大会』・『カラオケレーザーディスク』などにも出演していたが当時の所属事務所『アンクル・エフ』（現在のジャパン・ミュージックエンターテインメント)より契約の解除通告をされ、転身を決意。趣味の釣りを活かすべくグローブライド（旧ダイワ精工）契約プロの大塚貴汪に弟子入りし、一門を卒業した1997年にプロ宣言。これにより事務所との契約続行が決まり、以来、釣り、旅、料理番組、雑誌、新聞、ラジオ、各種イベントのメディアで活動。専門は沖釣り（船釣り）。またアメリカの釣りにも詳しく、フロリダのオフショアトーナメントには自腹で参戦したものの、ハリケーン・カトリーナの襲来で中止。現地テレビ局からのオファーもキャンセルになった。他に釣魚料理研究家でもある。オリジナルレシピや初心者向け魚捌き、食育に関する研究を数多く発表し2008年に週刊つりニュースで業界初の料理連載200回超えを果たす。2010年、タレント・釣り業界ともに初おさかなマイスターを取得。
2003年に自身のファンだった8歳下のリッチモンド（横須賀米海軍所属）と結婚し、2009年には一般軍人から士官への出世に貢献した妻の顔を持つ。夜は酒好き主婦「セレブ」というあだ名で逗子・葉山界隈へ出没。地域に密着した生活を送る本人は地元動物愛護のボランティアにも協力しており、自身が保護した猫2匹と暮らしている。愛車はジープ。趣味は家庭菜園。

## 所持資格
- 小型船舶1級免許
- 遊漁船業務主任者
- PADIアドバンスド・オープンウオーター
- 千葉県フグ処理師免許
- 神奈川県フグ包丁師免許
- おさかなマイスター

## 活動
基本的には一般の釣り大会への参加は自粛傾向にある。過去に入賞してブーイングを受けたことが理由。1998年第1回週刊ポスト『釣り名人戦』第2位。2010年第3回タレントフィッシングカップへの参戦、日本記録をもって優勝した。

### テレビ番組
- フジテレビ 「火曜ワイドスペシャル ドキッ丸ごと水着 女だらけの水泳大会」
- テレビ朝日 「田代まさしのそりゃおいしい話しだぁ」
- TBS系ミニFM 「ひとみのCOOL TIME」
- テレビ大阪 「THE フィッシング」
- テレビ静岡 「駿河湾真鯛上々」
- SBS静岡放送 「温泉連れてっテレビ」
- SBS静岡放送 「そこが知りたい」
- SBS静岡放送 「進め!!ひとみ丸 〜釣りまくれ静岡〜」
- MXTV 「鼎談 釣りに行こう」
- スカイパーフェクTV Foodis TV 「上野ひとみの釣ったら食べなきゃ」
- スカイパーフェクTV 釣りビジョン753 「上野ひとみの沖釣り大好き」
- UHF系 「フィッシング・ナウ」
- UHF系 「フィッシング・ナウII」
- UHF系 「フィッシング倶楽部」
- テレビ東京「週末 YY JUMPing」

### 新聞
- 週刊つりニュース
- サンケイスポーツ

### 雑誌
- 隔週刊 つり情報

### サポート
- がまかつ（2007年 - ）
- サンライン（1999年 - ）